# Alocação de memória
Alocação de memória, em ciência da computação, consiste no processo de solicitar/utilizar memória durante o processo de execução de um programa de computador. A alocação de memória no computador pode ser dividida em dois grupos principais:
- Alocação Estática: os dados tem um tamanho fixo e estão organizados sequencialmente na memória do computador. Um exemplo típico de alocação estática são as variáveis globais e arrays. A alocação estática de memória tem como principal ponto positivo a simplicidade com que pode ser realizada pelos programadores, mantendo o algoritmo simples e de fácil organização das variáveis utilizadas. No entanto, como principal ponto negativo, a alocação estática ocupa uma porção fixa da memória, em casos em que essas variáveis não sejam utilizadas após um certo ponto, a alocação estática consome desnecessariamente esta porção reservada da memória, podendo levar o programa a ficar muito pesado desnecessariamente. Apesar disso, é importante ressaltar, que na maioria das linguagens de programação, as variáveis criadas com alocação estática são liberadas automaticamente após o fim de uma determinada função.[1][2][3]

Em C, um exemplo de alocação estática é simplesmente a declaração de uma variável:
```
int
 
variavel
;
 
//O tipo de dado pode ser qualquer um

```

- Alocação Dinâmica: os dados não precisam ter um tamanho fixo, pois é possível definir para cada dado quanto de memória que deseja-se usar. Sendo assim, aloca-se espaços de memória (blocos) que não precisam estar necessariamente organizados de maneira sequencial, podendo estar distribuídos de forma dispersa (não ordenada) na memória do computador. Na alocação dinâmica, é possível alocar/desalocar blocos de memória, de acordo com a necessidade, reservando ou liberando blocos de memória durante a execução de um programa. Para poder “achar” os blocos que estão dispersos ou espalhados na memória usa-se as variáveis do tipo pointer (indicadores de endereços de memória). É importante ressaltar que, na maioria das linguagens de programação que o gerenciamento de memória é manual, ou seja, feito pelo programador, as variáveis criadas com alocação dinâmica não são liberadas automaticamente após o fim de funções, sendo necessário liberá-las manualmente, e, por questões de segurança, é importante atribuir o "NULL" ao ponteiro criado.[1][2][3]

Em C, um exemplo de alocação dinâmica é o seguinte:
```
int
 
*
ponteiro
;

ponteiro
 
=
 
(
int
 
*
)
 
malloc
(
sizeof
(
int
));

//Nos padrões modernos da linguagem C, (int *) não é necessário.

```

Dessa forma, o ponteiro aponta para o endereço de memória contendo um espaço do tipo e tamanho da variável int.

Em C, um exemplo para limpar a memória alocada é o seguinte:
```
free
(
ponteiro
);

ponteiro
 
=
 
NULL
;

```

vale ressaltar que, para usar as funções malloc() e free(), é necessário incluir a biblioteca malloc.h.

## Apilha(stack) e heap
A pilha e a heap são duas regiões da memória completamente distintas e com usos diferentes.

### Pilha
A pilha é uma região da memória organizada de forma sequencial, ou seja, o primeiro valor a entrar na pilha, é o último a sair dela. A pilha é  mais rápida e eficiente que a heap pela sua organização, mas seus valores não podem mudar de tamanho (algo de 8 bits não pode mudar para 16 bits, por exemplo).

Na maioria das linguagens de programação modernas, a saída dos valores da pilha é automático e acontece quando o escopo acaba. Um exemplo em C seria:
```
//Não posso acessar as variáveis aqui, pois o escopo nem começou e as variáveis nem foram definidas

int
 
main
(
void
)
 
{

    
int
 
x
 
=
 
1
;

    
char
 
y
 
=
 
'A'
;

    
char
 
*
z
 
=
 
"Texto"
;

    
return
 
0
;

}

//Também não posso acessá-las aqui, pois o escopo acabou, então elas não são mais acessíveis.

```

No exemplo acima, o escopo é a área delimitada pelas chaves. Cada uma dessas variáveis é uma variável na pilha, que não pode ser acessada fora do escopo em que foi definida, pois saem da pilha quando ele acaba.

### Heap
A heap é outra região da memória organizada de forma não sequencial, portanto, ela não tem uma ordem exata. A vantagem da heap é: se uma variável precisar aumentar de capacidade, você pode alocar mais espaço na heap para armazenar um valor maior. Como desvantagem, ela é mais lenta de se acessar e interagir, pois não é sequencial. A alocação de memória na heap é a alocação dinâmica, explicada anteriormente.

Nas linguagens com gerenciamento de memória manual, a alocação, realocação e desalocação são completamente manuais, por isso são considerados conceitos complexos, além de que podem causar vazamentos de memória. 
```
#include
 
<malloc.h>

int
 
main
()
 
{

    
int
 
*
X
 
=
 
malloc
(
10
 
*
 
sizeof
(
int
));

    
if
 
(
!
X
)
 
return
 
1
;

    
X
 
=
 
realloc
(
X
,
 
20
 
*
 
sizeof
(
int
));

    
if
 
(
!
X
)
 
return
 
1
;

    
free
(
X
);

    
X
 
=
 
NULL
;

    
return
 
0
;

}

```

O exemplo acima mostra como alocar, realocar e liberar o espaço da memória. Pode parecer simples, mas a dificuldade é tanta que há uma linguagem de baixo nível que evita o gerenciamento de memória manual: Rust. Há várias regras sobre o uso da memória da heap, tornando-o complexo e um assunto difícil de possuir maestria completa.